# Eilema schistaceola
Eilema schistaceola là một loài bướm đêm thuộc phân họ Arctiinae, họ Erebidae.